# Nhân khẩu Eswatini

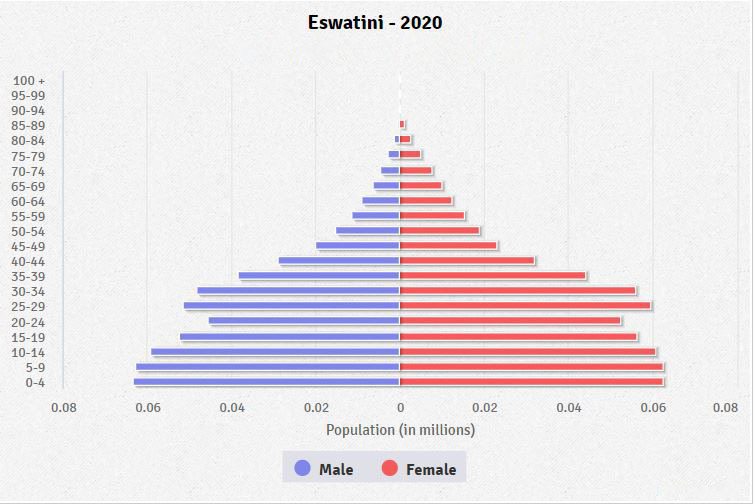
Tháp dân số của Eswatini vào năm 2020

Bài viết này là về các đặc điểm nhân khẩu học của dân số Eswatini.
Theo truyền thống, người Swazi là những người nông dân và người chăn nuôi tự cung tự cấp, nhưng hầu hết bây giờ làm việc trong nền kinh tế chính thức đô thị đang phát triển và trong chính phủ. Một số người Swazi làm việc trong các mỏ khoáng sản ở Nam Phi. Eswatini cũng tiếp nhận những người định cư Bồ Đào Nha và những người tị nạn da đen từ Mozambique. Kitô giáo ở Eswatini đôi khi được pha trộn với tín ngưỡng và tập quán truyền thống. Hầu hết người Swazi có một vai trò tinh thần đặc biệt cho Hoàng gia Swazi.

## Dân số

Sự tăng trưởng dân số của Eswatini

Dân số của Eswatini là 1.467.152 người theo ước tính năm 2017 từ CIA World Factbook. Tổng điều tra dân số năm 2007 đưa dân số quốc gia ở mức 912.229. Con số này thấp hơn Tổng điều tra dân số năm 1997, đã mang lại cho 929.718 cư dân. Sự khác biệt nhỏ được cho là kết quả của sự di cư ồ ạt của người Swazi đến Nam Phi để tìm kiếm việc làm.
Theo bản sửa đổi năm 2010 của Triển vọng dân số thế giới, tổng dân số là 1.186.000 người vào năm 2010, so với chỉ khoảng 273.000 người vào năm 1950. Tỷ lệ trẻ em dưới 15 tuổi vào năm 2010 là 38,4%, 58,2% là từ 15 đến 65 tuổi,
trong khi 3,4% là từ 65 tuổi trở lên.
|      | Tổng dân số | Dân số có độ tuổi 0–14 (%) | Dân số có độ tuổi 15–64 (%) | Dân số có độ tuổi 65+ (%) |
| ---- | ----------- | -------------------------- | --------------------------- | ------------------------- |
| 1950 | 273 000     | 43,0                       | 54,3                        | 2,7                       |
| 1955 | 307 000     | 44,2                       | 53                          | 2,8                       |
| 1960 | 349 000     | 45,2                       | 52                          | 2,8                       |
| 1965 | 392 000     | 46,3                       | 51,0                        | 2,7                       |
| 1970 | 446 000     | 47,2                       | 50,1                        | 2,7                       |
| 1975 | 517 000     | 48,0                       | 49,3                        | 2,7                       |
| 1980 | 603 000     | 48,8                       | 48,5                        | 2,7                       |
| 1985 | 706 000     | 48,9                       | 48,3                        | 2,8                       |
| 1990 | 863 000     | 48,1                       | 49,2                        | 2,7                       |
| 1995 | 964 000     | 47,6                       | 49,6                        | 2,8                       |
| 2000 | 1 064 000   | 44,6                       | 52,4                        | 3,0                       |
| 2005 | 1 105 000   | 41,8                       | 55                          | 3,2                       |
| 2010 | 1 186 000   | 38,4                       | 58,2                        | 3,4                       |

## Thống kê cơ bản

### Tỷ lệ sinh - tử[2]
| Thời kỷ   | Người sinh ra mỗi năm | Người qua đời mỗi năm |
| --------- | --------------------- | --------------------- |
| 1950-1955 | 14 000                | 7 000                 |
| 1955-1960 | 16 000                | 7 000                 |
| 1960-1965 | 18 000                | 7 000                 |
| 1965-1970 | 20 000                | 8 000                 |
| 1970-1975 | 24 000                | 8 000                 |
| 1975-1980 | 27 000                | 8 000                 |
| 1980-1985 | 31 000                | 8 000                 |
| 1985-1990 | 36 000                | 8 000                 |
| 1990-1995 | 36 000                | 9 000                 |
| 1995-2000 | 35 000                | 12 000                |
| 2000-2005 | 34 000                | 17 000                |
| 2005-2010 | 34 000                | 17 000                |

### Tuổi thọ trung bình
| Period    | Tuổi thọ trung bình |
| --------- | ------------------- |
| 1950–1955 | 41,44               |
| 1955–1960 | 43,47               |
| 1960–1965 | 45,05               |
| 1965–1970 | 46,69               |
| 1970–1975 | 49,61               |
| 1975–1980 | 52,61               |
| 1980–1985 | 56,15               |
| 1985–1990 | 59,66               |
| 1990–1995 | 59,44               |
| 1995–2000 | 52,50               |
| 2000–2005 | 45,93               |
| 2005–2010 | 48,41               |
| 2010–2015 | 54,99               |

## Thống kê khác

### Thành phần dân tộc
- Người Swazi 84,3%
- Người Zulu 9,9%
- Người Tsonga 2,5%
- Người Ấn Độ 0,8%
- Người Pakistan 0,8%
- Người Bồ Đào Nha 0,5%[4]

### Tôn giáo[5]
- Chủ nghĩa phục quốc Do Thái (Zionist) 40% (sự pha trộn giữa Kitô giáo và thờ cúng tổ tiên bản địa)
- Công giáo Rôma 20%
- Hồi giáo 2%
- Các nhánh Công giáo khác 30%
- Các tôn giáo khác 8%